# Dundee United Football Club
Il Dundee United Football Club, meglio noto come Dundee United, è una società calcistica scozzese con sede nella città di Dundee, militante in Scottish Premiership, il primo livello del calcio scozzese.
Tradizionalmente, i giocatori del Dundee United hanno il soprannome The Terrors mentre i tifosi sono noti come The Arabs, anche se in questi ultimi anni ormai il secondo nome stia iniziando ad essere usato dai mezzi di comunicazione per indicare la squadra stessa. The Tangerines (o Tangerine Terrors) è un altro termine utilizzato occasionalmente per indicare il club.
Tra i trofei nazionali, il Dundee United conta un campionato, due Coppe di Scozia e due Coppe di Lega. Nelle competizioni europee è la quarta squadra scozzese per esperienza, avendo giocato 104 partite (sei in meno rispetto all'Aberdeen) in oltre 22 stagioni di presenza.

## Storia

### Gli inizi (1909-1971)
Ispirata dall'esempio dell'Hibernian di Edimburgo, la comunità irlandese di Dundee fondò una squadra di calcio nel 1909, seguendo l'esempio dei Dundee Harp. Originariamente chiamato Dundee Hibernian, il club prese in gestione il Clepington Park (rinominato poi Tannadice Park) dai Dundee Wanderers e giocò la prima partita il 18 agosto 1909 proprio contro l'Hibernian, pareggiando per 1-1. L'anno successivo la squadra si affiliò alla Scottish Football League. Il club fu salvato dal fallimento nell'ottobre del 1923 da un gruppo di imprenditori di Dundee. Si decise di cambiare il nome della squadra in Dundee United per attrarre maggiore interesse; fu considerato anche il nome Dundee City, ma vi furono proteste da parte dei rivali acerrimi del Dundee FC.
Il Dundee United vinse la Division Two nel 1924-25 e nella stagione seguente esordì in Division One, nel quale restò per due stagioni. Rivinse altre due volte il titolo di Second Division, facendo la spola tra le due serie fino al 1932, poi per molti anni il club navigò nel bassifondi della Scottish league, competendo per raggiungere la massima serie solo per quattro stagioni, fino all'arrivo in panchina di Jerry Kerr nel 1959. Kerr riportò lo United nella massima serie dopo 28 anni di assenza alla prima stagione in panchina, grazie al secondo posto raggiunto in Second Division. Fra i giocatori dell'epoca si ricordano Dennis Gillespie e Jim Irvine, i difensori Doug Smith e Ron Yeats (che divenne capitano nel Liverpool negli anni 1960).
Gli anni sessanta furono segnati da alcuni giocatori di rilievo provenienti dalla Scandinavia: Örjan Persson, Finn Seemann, Lennart Wing, Finn Døssing e Mogens Berg. Questi giocatori contribuirono anche al raggiungimento per la prima volta delle competizioni europee: il Dundee United partecipò alla Coppa delle Fiere 1966-1967 ed eliminò persino il Barcellona detentore della coppa; fu la prima squadra scozzese a trionfare in Spagna con il 2-1 contro i catalani il 25 agosto. In seguito venne eliminato dalla Juventus, nel turno successivo.
Nell'inverno 1962 Kerr, involontariamente, contribuì alla nascita di uno dei soprannomi del club, The Arabs, poiché per evitare un ennesimo rinvio di una partita contro lo Stirling Albion a causa del campo ghiacciato: l'allenatore si fece prestare dei cannelli bruciatori per il catrame per sciogliere il ghiaccio, rovinando però il manto erboso che fu sistemato con della sabbia. Il club si impose per 3-0, dando così origine ad uno dei soprannomi del Dundee Utd.
Nell'estate 1967 il club guidato da Kerr disputò il campionato nordamericano organizzato dalla United Soccer Association: accadde infatti che tale campionato fu disputato da formazioni europee e sudamericane per conto delle franchigie ufficialmente iscritte al campionato, che per ragioni di tempo non avevano potuto allestire le proprie squadre. Il Dundee United rappresentò il Dallas Tornado, che concluse la Western Division, con 3 vittorie, 3 pareggi e 6 sconfitte, al sesto ed ultimo posto. La finale vide i Washington Whips, rappresentati dall'Aberdeen, cedere ai Los Angeles Wolves, rappresentati dai Wolverhampton. Jerry Kerr preparò la strada a un'altra fase felice per la squadra, con l'arrivo di Jim McLean.

### L'era di Jim McLean (1971-1994)
Jim McLean, che era allenatore del Dundee Football Club, prese il posto di Jerry Kerr nel 1971, segnando l'era più vincente della storia del club. Quando arrivò al Dundee United, la squadra aveva in bacheca meno trofei dei rivali cittadini del City (allora contava solo due campionati di Second Division). McLean portò il Dundee United alla sua prima finale di Scottish Cup nella stagione 1973-74, persa contro il Celtic. Raggiunse anche un terzo posto in Scottish Premier Division nel 1977-78 e ancora nel 1978-79, presagio dei successi futuri; il primo di questi fu la Scottish League Cup della stagione 1979-80, vinta contro l'Aberdeen, con un bis l'anno dopo contro i concittadini del Dundee (il Dundee United vinse 3-0 entrambe le finali). Chiave del successo di McLean era l'uso dei giovani, formula che funzionò per i successivi due decenni.

McLean sbeffeggiato dai giocatori romanisti al termine della semifinale di ritorno della Coppa dei Campioni 1983-1984

Il Dundee United vinse la Scottish Premier Division per la prima volta nella storia nella stagione 1982-83, con il record di punti e di reti segnate. Successivamente, il Dundee United si affermò anche in campo internazionale in Europa con vittorie contro squadre come Monaco, Borussia Mönchengladbach, PSV Eindhoven, Anderlecht e Werder Brema.
Nella seguente Coppa dei Campioni, la sua prima in assoluto, il Dundee United giunse fino alla semifinale, dove fu battuto dalla Roma. Dopo aver vinto l'andata per 2-0, il Dundee United perse in trasferta per 3-0. In riferimento a quest'ultima partita di semifinale della Coppa dei Campioni 1983-1984, l'arbitro Michel Vautrot venne coinvolto (assieme all'arbitro italiano Paolo Bergamo) nel caso di corruzione e compravendita della partita. Successivamente sia Vautrot che Dino Viola, allora presidente della Roma, furono scagionati dall'accusa di corruzione per sopravvenuta prescrizione. La Corte Federale specificò però di "aver riscontrato un comportamento gravemente censurabile messo in opera dall'ing. Viola", e di non poter quindi "dichiarare caduta l'incolpazione contestata ai signori Landini e Viola in merito al passaggio della somma di 100 milioni". Nel marzo del 2011 Riccardo Viola, figlio dell'allora Presidente della Roma Dino Viola, ha confermato in un'intervista televisiva che fu organizzata una cena con l'arbitro pochi giorni prima della gara in cui vennero consegnati 100 milioni di lire ad un intermediario che avrebbe consegnato i soldi all'arbitro stesso.
L'apice in campo europeo fu raggiunto con la Coppa UEFA 1986-1987, quando il Dundee United divenne la prima squadra di Scozia ad arrivare in finale, dopo aver ritrovato e sconfitto nei quarti di finale, sia all'andata che al ritorno, il Barcellona, questa volta allenato da Terry Venables e che annoverava tra le proprie file l'inglese Gary Lineker, il gallese Mark Hughes e lo scozzese Steve Archibald. Il Dundee United rimane ancora oggi l'unica squadra britannica ad aver mantenuto tale imbattibilità con i catalani, con quattro vittorie in quattro incontri. Nonostante la sconfitta in finale contro il Göteborg, la FIFA premiò la squadra con l'appena nato trofeo del Fair Play Award, per il comportamento tenuto dai propri tifosi durante tutto il torneo.
Durante questi anni, il Dundee United e l'Aberdeen ruppero l'ormai consolidato strapotere da parte dell'Old Firm nel calcio scozzese, e i due club divennero noti alla stampa come il New Firm. Dato che il Dundee F.C. non era in auge allora, l'attenzione era maggiore in occasione del New Firm derby. Dopo 22 anni di onorata carriera alla panchina del Dundee United, McLean decise di lasciare il proprio posto e di assumere il ruolo di presidente.

### Il dopo McLean (1994-2020)
L'erede di McLean come allenatore fu il primo europeo del continente, lo jugoslavo Ivan Golac. Avendo ereditato una delle squadre con il maggior numero di giovani talenti, decise di vendere anche alcuni pezzi grossi come Duncan Ferguson ai Rangers per la cifra di 4 milioni di sterline, facendo segnare il nuovo record per la vendita di un giocatore verso un club del Regno Unito. Secondo una fonte, il Dundee United aveva già ricevuto offerte di cifre sui £3 milioni da parte di squadre come Bayern Monaco, Leeds United e Chelsea, prima della vendita ai Rangers. Nel primo anno di gestione Golac, conquistò la Scottish Cup a Tannadice Park per la prima volta nel 1994, dopo sei finali perse. Il Dundee United batté i Rangers per 1-0 con rete di Craig Brewster da posizione ravvicinata. Dopo ciò, la fortuna cominciò a mancare alla squadra, che nonostante il buon gioco, dopo molte sconfitte, fu retrocessa in First Division all'ultima giornata, con una sconfitta contro il Celtic per 1-0. L'anno successivo fu nuovamente promosso in Premier Division e la stagione del ritorno in massima serie si concluse col terzo posto, cogliendo un posto valido per l'Europa: nella Coppa UEFA 1997-1998 eliminò al primo turno gli andorrani del Principat col punteggio di 17-0 complessivo, ma uscì al turno successivo contro il Trabzonspor.
Negli anni duemila, dopo due finali di coppe nazionali perse, il Dundee United disputò la sua migliore stagione nel 2009-2010, quando arrivò terzo in campionato e vinse la sua seconda Scottish Cup, vincendo contro il Ross County per 3-0. Dopo altre stagioni da medio-alta classifica, nella Scottish Premiership 2015-2016 è arrivato ultimo e retrocesso.
In Scottish Championship si è classificato al terzo posto sia nel campionato 2016-17 sia nel 2017-18, senza riuscire a vincere i play-off validi per la promozione. In Championship 2018-19 si classifica secondo, dopo un'intera stagione in lotta con Ross County (primo) e Ayr United (quarto, ma capolista per diverse giornate) per le posizioni di vertice; ma ancora una volta perde i play-off, in finale contro il St. Mirren, undicesimo in Premiership.
Nel campionato 2019-20 il Dundee United parte da favorito e distanzia gli avversari fin dalle prime giornate, raggiungendo un vantaggio massimo di oltre 15 punti sull'Inverness, diretto inseguitore. L'interruzione della Championship per la pandemia di COVID-19 cristallizza la classifica e sancisce il ritorno in massima serie dopo quattro anni.

### Anni recenti (2020-oggi)
In Premiership 2020-21 il Dundee United trascorre molte giornate tra il quinto e il sesto posto, ma al momento dello split è settimo e passa nella seconda metà di classifica, dove conclude in nona posizione. In Scottish Cup arriva fino in semifinale, persa contro l'Hibernian. L'anno successivo, in Premiership si classifica al quarto posto, a lungo conteso con Motherwell e Hibernian, che vale l'accesso alla Conference League.
Nella stagione 2022-23, iniziata con l'eliminazione dalla Conference League contro l'AZ Alkmaar, arranca a fondo classifica, alternando vittorie pesanti e serie di sconfitte consecutive. Ancora in corsa per la permanenza in Premiership alla fine della stagione regolare, nello split perde tutte le cinque partite e retrocede con l'ultimo posto. In Championship riparte con un buon andamento e, una volta distanziato il Raith Rovers nella seconda metà di campionato, va a vincere il torneo con due giornate di anticipo  riconquistando un posto in massima serie.

## Colori e simboli

### Colori
L'origine della maglia attuale è questa: il colore mandarino fu utilizzato per la prima volta quando il club giocò con il nome di Dallas Tornado nel torneo della United Soccer Association dell'anno 1967, alla quale erano stati invitati dopo la loro prima apparizione nelle competizioni europee, suscitando molto scalpore nel mondo calcistico e attirando su di loro l'attenzione dei media. Dopo le pressioni della moglie dell'allora manager Jerry Kerr, tale colore fu adottato come colore sociale nella stagione del 1969, per dare al club un aspetto più giovane e moderno. Il nuovo colore apparì per la prima volta in un'amichevole estiva contro gli inglesi dell'Everton nell'agosto di quell'anno.
Originariamente fondata come Dundee Hibernian, seguì l'esempio di molte squadre dello stesso periodo, adottando i tradizionali colori irlandesi: maglie verdi e pantaloncini bianchi. Da quando la denominazione passò a Dundee United nel 1923, i colori cambiarono e divennero maglie bianche con pantaloncini neri, così da prendere le distanze dalle loro origini irlandesi. Questi colori resistettero in varie forme fino al 1969, a volte utilizzando semplici camicie, ma altre volte utilizzando lo stile dei Celtic con i grandi cerchi, o talvolta come i Queen's Park con stretti cerchi o ancora con il motivo a "V" dell'Airdrie.
| 1909/22 | 1923/30 | 1930/58 | 1958/62 | 1962/69 |  |

| 1969/76 | 1977/89 | 1996/98 | 1999/00 | 2005-2007 |  |

| 2008-2009 | 2009-2010 | 2010-2011 | 2011-2012 | 2012-2013 |  |

| 2013-2014 | 2014-2015 | 2015-2016 | 2016-2017 | 2017-2018 |  |

| 2018-2019 | 2019-2020 | 2020-2021 | 2021-2022 | 2022-2023 |  |

| 2023-2024 |

### Simboli
L'attuale stemma fu creato nel 1993, e presenta il vecchio leone rampante circondato da un nuovo logo circolare che presenta i colori della squadra. Precedentemente, il leone era semplicemente rappresentato in uno scudo. Sebbene questa versione "classica" fosse stata creata verso il 1956, non apparve mai sulle maglie dei giocatori prima della stagione del 1983. Dal 1959, furono indossati dai giocatori vari stemmi, talvolta comprendenti la sigla DUFC, spesso su un logo cerchiato.

Logo utilizzato dalla stagione 1993-1994 alla stagione 2021-2022
Logo in uso dalla stagione 2022-2023

## Stadio

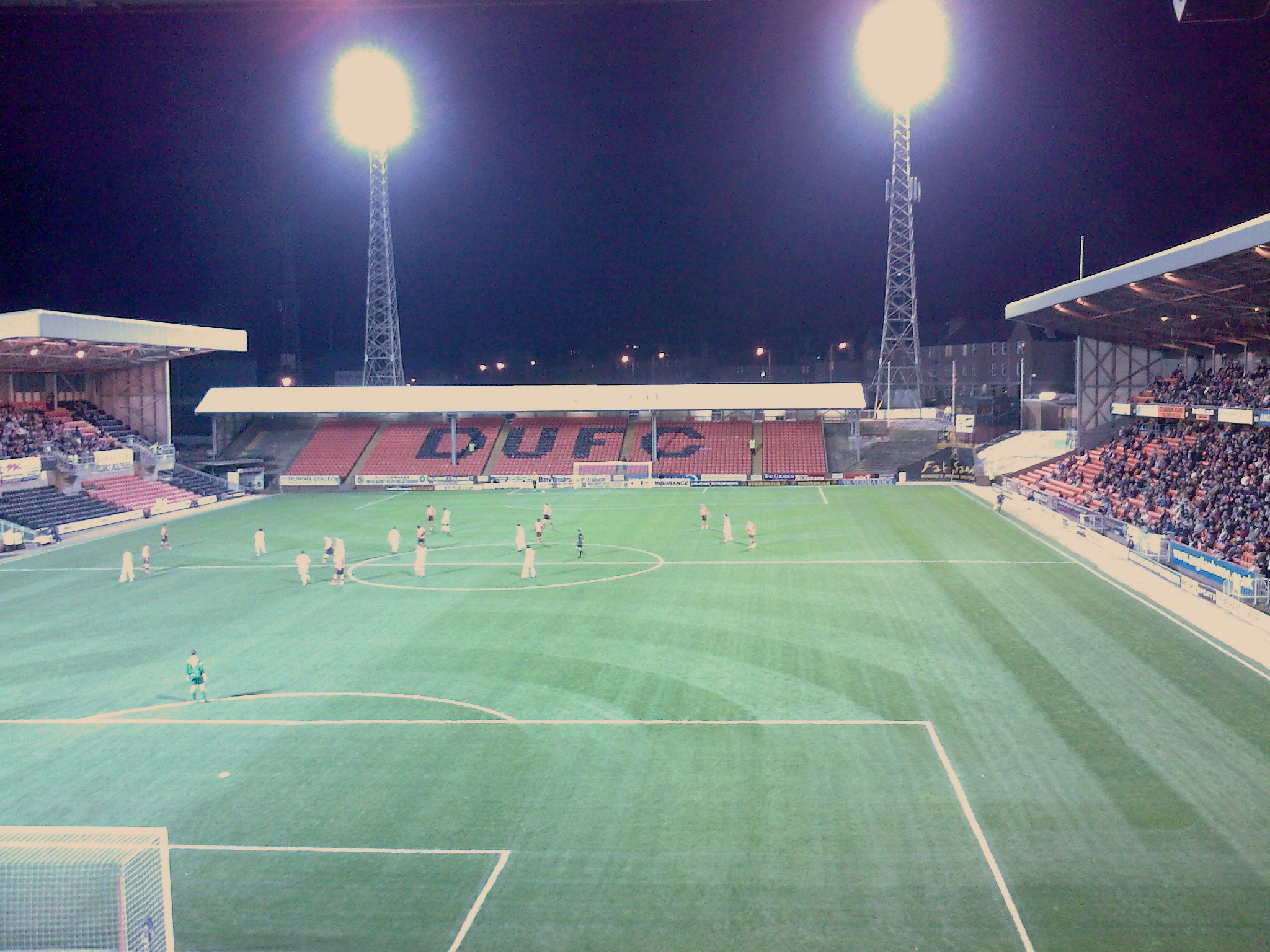
Vista del Tannadice Park durante Dundee United - Hamilton Accies.

Per tutta la storia del Dundee United lo stadio è stato il Tannadice Park, situato in Tannadice Street nel quartiere di Clepington. A meno di 200 metri di distanza si trova invece lo stadio di Dens Park, casa dei "rivali" del Dundee F.C.; i due stadi sono i più vicini dell'intero Regno Unito.
Il club ha sempre giocato in questo stadio, ad eccezione di un solo match. Si tratta della finale di Scottish League Cup giocata contro i Rangers nel marzo 1947: a causa della neve che aveva reso il Tannadice impraticabile, la partita venne giocata dall'altra parte della strada a Dens Park.
La relativa età e la vicinanza dei due stadi ha da sempre impedito ai due club di potersi spostare in un nuovo stadio, già più volte discusso, dove avrebbero giocato entrambe le squadre. La proposta più recente e interessante per il nuovo stadio era arrivata dopo l'offerta da parte della Scozia di poter ospitare gli Europei 2008, con numerosi club favorevoli alla costruzione di nuovi stadi, con un progetto pronto per il trasferimento a Caird Park. Fu richiesta una dispensa speciale per la proposta, poiché la SPL aveva vietato la norma dello stadio comune. A seguito della bocciatura della Scozia, il piano per il momento venne accantonato, sebbene il progetto si sia risollevato nel giugno 2008, a seguito dei dubbi sulla possibilità di ospitare il Europeo da parte dell'Ucraina per Euro 2012, con la SFA pronta ad offrirsi come alternativa.

## Società

### Sponsor
La prima sponsorizzazione del Dundee United si ebbe nella stagione 1985-86, quando il futuro presidente Eddie Thompson sponsorizzò per due anni la squadra con la sua catena di negozi VG. Seguirono sei anni di sponsorizzazione da parte della Belhaven Brewery, alla quale seguì la stagione 1993-94, senza alcun sponsor. La Rover iniziò i suoi due anni di sponsorizzazione proprio prima della finale 1994 di Scottish Cup, finendo la stagione 1995-96. Seguì la Telewest, con sei anni di accordo, fino alla promozione della Eddie Thompson's Morning, Noon and Night iniziata nell'anno 2002. Questa intesa finì nel 2006, quando l'Anglian Home Improvements firmò per due anni con un'opzione per il terzo. Allo stesso tempo, la Ole International divenne il primo sponsor tecnico. La JD Sports' Carbrini è lo sponsor tecnico a partire dalla stagione 2008-09 e sponsor ufficiale nel 2009-10 mentre la fornitura tecnica è della Nike.
| Sponsor ufficiale - 1909-1985: nessuno sponsor - 1985-1987: VG - 1987-1993: Belhaven Brewlery - 1993-1994: nessuno sponsor - 1994-1996: Rover - 1986-2002: Telewest - 2002-2006: Morning, Noon and Night - 2006-2009: Anglian Home Improvements - 2009-2010: JD Sports' Carbrini - 2010-2016: Calor - 2016-2018: McEwan Fraser Legal - 2018-2022: Utilita - 2022-2023: Eden Mill - 2023-oggi: Bartercard | Abbigliamento tecnico - 1973-1976: Bukta - 1977-1989: Adidas - 1989-1990: Asics - 1991-1992: Bukta - 1992-1994: Loki - 1994-1998: Pony - 1998-2000: Olympic Sports - 2000-2006: TFG Sports - 2006-2008: Ole International - 2008-2009: JD Sports' Carbrini - 2009-2019: Nike - 2019-2023: Macron - 2023-oggi: Erreà |

## Allenatori

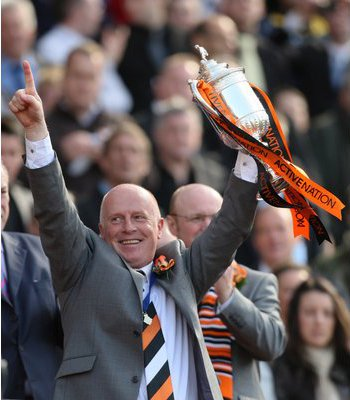
Peter Houston con la Scottish Cup nel 2010

Lista degli allenatori aggiornati al 31 luglio 2024. Sono conteggiate solo le partite ufficiali.
| Periodo          | Nome                      | G                                             | V                                             | P                                             | S                                             | GF                                            | GS                                            | %V                                            |
| ---------------- | ------------------------- | --------------------------------------------- | --------------------------------------------- | --------------------------------------------- | --------------------------------------------- | --------------------------------------------- | --------------------------------------------- | --------------------------------------------- |
| Dundee Hibernian |                           |                                               |                                               |                                               |                                               |                                               |                                               |                                               |
| 1909-15          | Pat Reilly                | 148                                           | 49                                            | 34                                            | 65                                            | 217                                           | 258                                           | 33,1                                          |
| 1915-17          | Bert Dainty               | Non esistono statistiche                      | Non esistono statistiche                      | Non esistono statistiche                      | Non esistono statistiche                      | Non esistono statistiche                      | Non esistono statistiche                      | Non esistono statistiche                      |
| 1917-22          | Pat Reilly                | 45                                            | 11                                            | 10                                            | 24                                            | 53                                            | 78                                            | 24,4                                          |
| 1922-23          | Peter O'Rourke            | 2                                             | 1                                             | 0                                             | 1                                             | 3                                             | 2                                             | 50,0                                          |
| 1923             | Willie McAndrew           | Non esistono statistiche                      | Non esistono statistiche                      | Non esistono statistiche                      | Non esistono statistiche                      | Non esistono statistiche                      | Non esistono statistiche                      | Non esistono statistiche                      |
| Dundee United    |                           |                                               |                                               |                                               |                                               |                                               |                                               |                                               |
| 1923-1931        | Jimmy Brownlie            | 328                                           | 129                                           | 74                                            | 125                                           | 596                                           | 597                                           | 39,3                                          |
| 1931-1934        | Willie Reid               | 109                                           | 32                                            | 17                                            | 60                                            | 193                                           | 278                                           | 29,4                                          |
| 1934-1936        | Jimmy Brownlie            | 92                                            | 40                                            | 17                                            | 35                                            | 260                                           | 206                                           | 43,5                                          |
| 1936-38          | George Greig              | 61                                            | 17                                            | 12                                            | 32                                            | 86                                            | 137                                           | 27,9                                          |
| 1938-1939        | Jimmy Brownlie Sam Irving | 36                                            | 16                                            | 3                                             | 17                                            | 81                                            | 74                                            | 44,4                                          |
| 1939             | Bobby McKay               | 2                                             | 2                                             | 0                                             | 0                                             | 2                                             | 0                                             | 100,0                                         |
| 1939-1940        | Jimmy Allan               | 34                                            | 14                                            | 5                                             | 15                                            | 86                                            | 83                                            | 41,2                                          |
| 1941-1944        | Arthur Cram               | Non esistono statistiche a causa della guerra | Non esistono statistiche a causa della guerra | Non esistono statistiche a causa della guerra | Non esistono statistiche a causa della guerra | Non esistono statistiche a causa della guerra | Non esistono statistiche a causa della guerra | Non esistono statistiche a causa della guerra |
| 1944             | Jimmy Littlejohn          | Non esistono statistiche a causa della guerra | Non esistono statistiche a causa della guerra | Non esistono statistiche a causa della guerra | Non esistono statistiche a causa della guerra | Non esistono statistiche a causa della guerra | Non esistono statistiche a causa della guerra | Non esistono statistiche a causa della guerra |
| 1944-1945        | Charlie McGillivray       | Non esistono statistiche a causa della guerra | Non esistono statistiche a causa della guerra | Non esistono statistiche a causa della guerra | Non esistono statistiche a causa della guerra | Non esistono statistiche a causa della guerra | Non esistono statistiche a causa della guerra | Non esistono statistiche a causa della guerra |
| 1945-1954        | Willie MacFadyen          | 309                                           | 118                                           | 50                                            | 141                                           | 642                                           | 693                                           | 38,2                                          |
| 1954-1957        | Reg Smith                 | 110                                           | 38                                            | 27                                            | 45                                            | 235                                           | 229                                           | 34,5                                          |
| 1957             | Ally Gallacher            | 8                                             | 3                                             | 1                                             | 4                                             | 11                                            | 26                                            | 37,5                                          |
| 1957-1958        | Tommy Gray                | 70                                            | 25                                            | 13                                            | 32                                            | 150                                           | 170                                           | 35,7                                          |
| 1958-1959        | Andy McCall               | 20                                            | 6                                             | 8                                             | 16                                            | 43                                            | 64                                            | 20,0                                          |
| 1959-1971        | Jerry Kerr                | 566                                           | 247                                           | 123                                           | 196                                           | 1059                                          | 942                                           | 43,6                                          |
| 1971-1993        | Jim McLean                | 1094                                          | 527                                           | 266                                           | 301                                           | 1722                                          | 1128                                          | 48,2                                          |
| 1993-1995        | Ivan Golac                | 72                                            | 25                                            | 22                                            | 25                                            | 114                                           | 113                                           | 34,7                                          |
| 1995             | Gordon Wallace(int.)      | 2                                             | 0                                             | 1                                             | 1                                             | 2                                             | 3                                             | 00,0                                          |
| 1995-1996        | Billy Kirkwood            | 56                                            | 25                                            | 13                                            | 18                                            | 108                                           | 66                                            | 44,6                                          |
| 1996-1998        | Tommy McLean              | 93                                            | 36                                            | 27                                            | 30                                            | 134                                           | 107                                           | 38,7                                          |
| 1998-2000        | Paul Sturrock             | 85                                            | 27                                            | 19                                            | 39                                            | 97                                            | 119                                           | 31,8                                          |
| 2000-2002        | Alex Smith                | 99                                            | 31                                            | 23                                            | 45                                            | 107                                           | 146                                           | 31,3                                          |
| 2002-2003        | Paul Hegarty              | 18                                            | 4                                             | 5                                             | 9                                             | 20                                            | 33                                            | 22,2                                          |
| 2003-2005        | Ian McCall                | 92                                            | 28                                            | 24                                            | 40                                            | 116                                           | 149                                           | 30,4                                          |
| 2005-2006        | Gordon Chisholm           | 36                                            | 10                                            | 10                                            | 16                                            | 40                                            | 54                                            | 27,8                                          |
| 2006             | Billy Dodds(int.)         | 1                                             | 1                                             | 0                                             | 0                                             | 2                                             | 1                                             | 100,0                                         |
| 2006             | Craig Brewster            | 30                                            | 3                                             | 11                                            | 16                                            | 28                                            | 59                                            | 10,0                                          |
| 2006-2009        | Craig Levein              | 136                                           | 55                                            | 40                                            | 41                                            | 185                                           | 160                                           | 40,4                                          |
| 2009-13          | Peter Houston             | 150                                           | 63                                            | 44                                            | 43                                            | 232                                           | 205                                           | 42                                            |
| 2013-2015        | Jackie McNamara           | 119                                           | 51                                            | 24                                            | 44                                            | 192                                           | 173                                           | 42.9                                          |
| 2015             | David Bowman(int.)        | 1                                             | 0                                             | 0                                             | 1                                             | 0                                             | 3                                             | 00,0                                          |
| 2015-2016        | Mixu Paatelainen          | 30                                            | 8                                             | 5                                             | 17                                            | 31                                            | 48                                            | 26,7                                          |
| 2016             | Gordon Young(int.)        | 3                                             | 2                                             | 1                                             | 0                                             | 10                                            | 7                                             | 66,7                                          |
| 2016-2017        | Ray McKinnon              | 72                                            | 38                                            | 16                                            | 19                                            | 112                                           | 80                                            | 52,1                                          |
| 2017             | Laurie Ellis(int.)        | 2                                             | 2                                             | 0                                             | 0                                             | 4                                             | 1                                             | 100.0                                         |
| 2017-2018        | Csaba László              | 45                                            | 18                                            | 13                                            | 14                                            | 70                                            | 59                                            | 40.0                                          |
| 2018             | Laurie Ellis(int.)        | 1                                             | 0                                             | 0                                             | 1                                             | 0                                             | 2                                             | 00,0                                          |
| 2018-2020        | Robbie Neilson            | 70                                            | 40                                            | 16                                            | 14                                            | 111                                           | 62                                            | 57,1                                          |
| 2020-2021        | Micky Mellon              | 46                                            | 15                                            | 15                                            | 16                                            | 45                                            | 58                                            | 32,6                                          |
| 2021-2022        | Tam Courts                | 47                                            | 19                                            | 12                                            | 16                                            | 55                                            | 56                                            | 40,4                                          |
| 2022             | Jack Ross                 | 7                                             | 1                                             | 1                                             | 5                                             | 2                                             | 25                                            | 14,2                                          |
| 2022-2023        | Liam Fox(int.)            | 25                                            | 7                                             | 4                                             | 14                                            | 30                                            | 25                                            | 28,0                                          |
| 2023-            | Jim Goodwin               | 28                                            | 14                                            | 5                                             | 9                                             | 51                                            | 28                                            | 50,0                                          |

## Calciatori

### Presenze e reti
| Record di presenze - 872 David Narey (1973-94) - 830 Maurice Malpas (1981-00) - 707 Paul Hegarty (1974-89) - 688 Hamish McAlpine (1969-85) - 628 Doug Smith (1959-76) - 576 Paul Sturrock (1974-89) - 455 Dennis Gillespie (1959-71) - 440 Eamonn Bannon (1979-88) - 440 Andy Rolland (1967-78) - 429 Dave Bowman (1986-98) | Record di reti - 203 Peter McKay (1947-54) - 171 Paul Sturrock (1974-89) - 150 Davie Dodds (1976-86) - 133 Ian Mitchell (1962-73) - 122 Duncan Hutchison (1927-39) - 115 Dennis Gillespie (1959-71) - 112 Johnny Coyle (1951-57) - 111 Derek Stark (1978-84) - 109 Frank Quinn (1948-54) - 109 Arthur Milne (1934-40) |

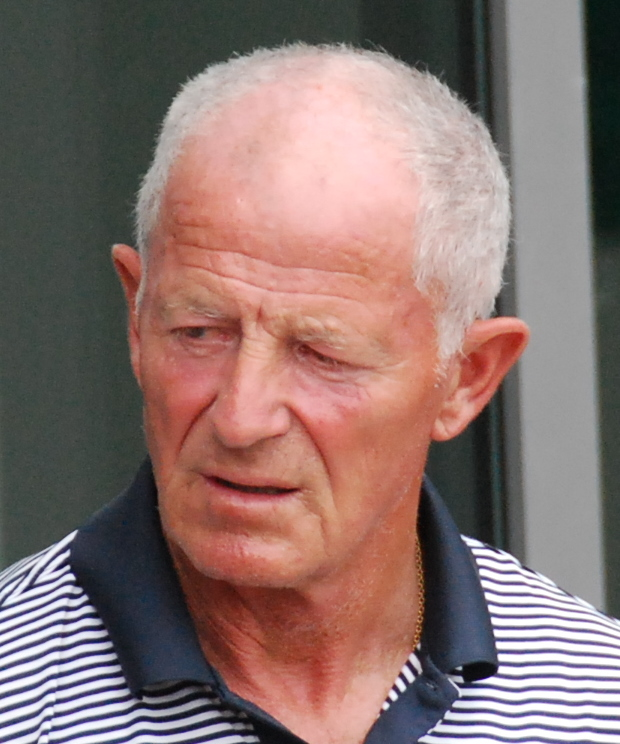
Finn Døssing Jensen

### Hall of fame
La Hall of Fame del club è stata inaugurata nel 2008:
2008
- Dennis Gillespie
- Doug Smith
- Jimmy Briggs
- Finn Døssing
- David Narey
- Maurice Malpas
- Paul Hegarty

2009
- Eamonn Bannon
- Johnny Coyle
- Hamish McAlpine
- Peter McKay
- Ralph Milne
- Andy Rolland

2010
- David Bowman
- John Clark
- Davie Dodds
- Stewart Fraser
- Billy Hainey
- Ian Mitchell
- Paul Sturrock

2011
- Kenny Cameron
- John Holt
- Duncan Hutchison
- Frank Kopel
- Erik Pedersen
- Lennart Wing

2012
- Arthur Milne
- Jim Irvine
- Billy Kirkwood
- Billy Thomson
- Brian Welsh
- Kjell Olofsson

2013
- Johnny Hart
- Don Mackay
- Örjan Persson
- George Fleming
- John Reilly
- Alan Main

2014
- Billy McKinlay
- Willie Pettigrew
- Graeme Payne
- Lee Wilkie
- Tommy Millar
- Kevin Gallacher

2015
- Derek Stark
- Jim McInally
- Mixu Paatelainen
- Christian Dailly
- Pat Reilly
- Jim McLean

2016
- Sandy Davie
- Jerry Kerr
- Andy McLaren
- Frank Quinn
- Richard Gough
- Seán Dillon

2017
- Davie Wilson
- Iain Phillip
- Guido van de Kamp
- Ian Redford

2019
- Craig Brewster
- Ivan Golac
- Jimmy Brownlie
- Tommy Neilson

## Palmarès

### Competizioni nazionali
- Campionato scozzese: 1

1982-1983
- Scottish Championship: 4

1924-1925, 1928-1929, 2019-2020, 2023-2024
- Coppa di Scozia: 2

1993-1994, 2009-2010
- Coppa di Lega scozzese: 2

1979-1980, 1980-1981
- Scottish Challenge Cup: 1

2016-2017

### Competizioni regionali
- Forfarshire Cup: 21

1910-1911, 1914-1915, 1919-1920, 1928-1929, 1929-1930, 1947-1948, 1950-1951, 1953-1954, 1960-1961, 1962-1963, 1964-1965, 1968-1969, 1971-1972, 1974-1975, 1975-1976, 1976-1977, 1979-1980, 1984-1985, 1987-1988, 2004-2005
- City of Discovery Cup: 1

2005

### Competizioni giovanili
- Scottish Youth Cup: 2

1989-1990, 1990-1991
- Milk Cup: 1

1987

### Altri piazzamenti
- Campionato scozzese:

Terzo posto: 1977-1978, 1978-1979, 1983-1984, 1984-1985, 1985-1986, 1986-1987, 1996-1997, 2009-2010
- Scottish Championship:

Secondo posto: 1995-1996, 2018-2019
Terzo posto: 1913-1914, 2016-2017, 2017-2018
- Scottish League Division Two:

Secondo posto: 1930-1931, 1959-1960
- Coppa di Scozia:

Finalista: 1973-1974, 1980-1981, 1984-1985, 1986-1987, 1987-1988, 1990-1991, 2004-2005, 2013-2014
Semifinalista: 1962-1963, 1966-1967, 1977-1978, 1985-1986, 1989-1990, 1996-1997, 1998-1999, 2000-2001, 2012-2013, 2015-2016, 2020-2021
- Scottish League Cup:

Finalista: 1981-1982, 1984-1985, 1997-1998, 2007-2008
Semifinalista: 1964-1965, 1982-1983, 1983-1984, 1985-1986, 1986-1987, 1988-1989, 1990-1991, 1993-1994, 1999-2000, 2002-2003, 2004-2005, 2008-2009
- Scottish Challenge Cup:

Finalista: 1995-1996
- Coppa dei Campioni:

Semifinalista: 1983-1984
- Coppa UEFA:

Finalista: 1986-1987
- Texaco Cup:

Semifinalista: 1973-1974

## Statistiche e record

### Partecipazione ai campionati
| Livello | Categoria                 | Partecipazioni | Debutto   | Ultima stagione | Totale |
| ------- | ------------------------- | -------------- | --------- | --------------- | ------ |
| 1°      | Scottish Division One     | 19             | 1925-1926 | 1974-1975       | 63     |
| 1°      | Scottish Premier Division | 22             | 1975-1976 | 1997-1998       | 63     |
| 1°      | Scottish Premier League   | 15             | 1998-1999 | 2012-2013       | 63     |
| 1°      | Scottish Premiership      | 7              | 2013-2014 | 2024-2025       | 63     |
| 2°      | Scottish Division Two     | 27             | 1910-1911 | 1959-1960       | 38     |
| 2°      | Scottish Division B       | 5              | 1946-1947 | 1950-1951       | 38     |
| 2°      | Scottish First Division   | 1              | 1995-1996 | 1995-1996       | 38     |
| 2°      | Scottish Championship     | 5              | 2016-2017 | 2023-2024       | 38     |

### Statistiche nelle competizioni UEFA
Tabella aggiornata alla fine della stagione 2022-2023.
| Competizione                  | Partecipazioni | G  | V  | N  | P  | RF | RS |
| ----------------------------- | -------------- | -- | -- | -- | -- | -- | -- |
| UEFA Champions League         | 1              | 8  | 5  | 1  | 2  | 14 | 5  |
| Coppa delle Coppe             | 1              | 2  | 1  | 0  | 1  | 4  | 5  |
| Coppa UEFA/UEFA Europa League | 13             | 50 | 20 | 15 | 15 | 83 | 47 |
| UEFA Conference League        | 1              | 2  | 1  | 0  | 1  | 1  | 7  |

## Tifoseria

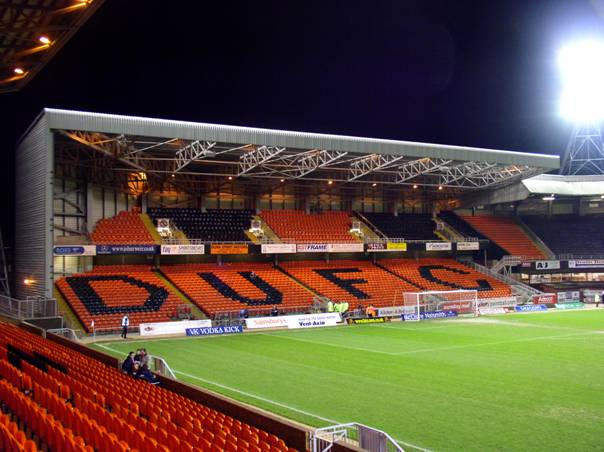
Gradinata est del Tannadice Park

Esistono molte ipotesi sull'origine del soprannome di Arabs. Quella più popolare vuole che tale nome sia stato creato durante il rigido inverno a cavallo fra il 1962 e il 1963. Il tempo fu così cattivo, con copiose nevicate e gelate continue, che fra dicembre e marzo il Dundee United poté giocare solo tre volte. Una di queste sfide, valida per la Scottish Cup, fu giocata contro gli Albion Rovers, e per permettere che la partita potesse essere disputata, la società noleggiò persino un bruciatore di catrame industriale per sciogliere i centimetri di ghiaccio e neve dal campo. Oltre tutto, fu necessario togliere anche l'erba. Furono chiamati successivamente alcuni camion carichi di sabbia per coprire la superficie di gioco. Lo United adattò il campo alle proprie esigenze e trionfò 3-0, con alcuni osservatori che avevano preso i giocatori per arabi, data la presenza di sabbia. I fans, comunque, utilizzavano allora questo nome per indicarsi. Il termine tornò in auge agli inizi degli anni 1990, attraverso le pagine del fanzine ufficiale del Dundee United, il The Final Hurdle, con i supporter della squadra che dichiararono: Proud To Be An Arab (Orgoglioso di essere "Arabo"). Il cantante Deacon Blue e il musicista tifoso Ricky Ross hanno scritto una canzone proprio su questo argomento. Da allora sempre nei negozi di souvenir del Dundee United sono disponibili delle kefiah con i colori tipici arancione e nero. Da allora in poi il nome è ufficialmente legato a quello del Dundee United.
La vecchia Dundee United Supporters Association (DUSA) oggi è nota come Federation of Dundee United Supporters' Clubs, e nel frattempo il 1º febbraio 2003, la Dundee United Supporters Society - ArabTRUST - fu ufficialmente lanciata, e dopo il regolare acquisto di azioni e dopo gli investimenti nel club, l'ArabTRUST non solo deteneva la più grande partecipazione azionaria dietro la famiglia Thompson, ma inoltre è stato concesso un ruolo direttivo nel club nei primi mesi del 2004. Tutto ormai fra i tifosi ha a che fare con il nome Arabs: la newsletter ufficiale settimanale della squadra è l'ArabNeWS, e il sito del club ha un ArabFORUM. Numerose tifoserie hanno il termine Arab nel proprio nome. Anche i media sportivi si riferiscono alla squadra con il nome di The Arabs, sebbene il sito ufficiale indichi questo nome per i tifosi, mentre per la squadra il nome è The Terrors.
Nella stagione 2005-06, il Tannadice Park ha ospitato mediamente 8 197 tifosi, sesto dato nella SPL.
I tifosi del Dundee United furono premiati con l'appena nato FIFA Fair Play Award per la loro grande sportività dopo la sconfitta in finale di Coppa UEFA contro il Göteborg nel 1987.

### Rivalità
La rivalità più sentita è con l'Aberdeen, contro cui il Dundee United disputa il New Firm, derby che ha vissuto il suo periodo d'oro negli anni '80, quando entrambe le squadre vinsero gran parte dei loro trofei.
Altra nota rivalità è quella coi concittadini del Dundee, che prende forma nel Derby di Dundee, più datato ma meno ricorrente rispetto al New Firm. Il primo incontro tra le due squadre risale al 1925, mentre l'ultimo si è disputato il 9 aprile 2022. In totale sono stati giocati 173 derby, con 82 vittorie del Dundee United, 48 vittorie del Dundee e 43 pareggi.
Un'ulteriore rivalità, a livello regionale, è col St. Johnstone, contro cui disputa il Tayside Derby, dal nome della contea a cui appartengono le città di Perth e di Dundee.

## Rosa 2025-2026
| N. |                               | Ruolo | Calciatore            |
| -- | ----------------------------- | ----- | --------------------- |
| 1  | Ucraina (bandiera)            | P     | Jevhenij Kučerenko    |
| 2  | Australia (bandiera)          | D     | Ryan Strain           |
| 3  | Paesi Bassi (bandiera)        | D     | Bert Esselink         |
| 4  | Moldavia (bandiera)           | D     | Iurie Iovu            |
| 5  | Croazia (bandiera)            | C     | Vicko Ševelj          |
| 6  | Scozia (bandiera)             | D     | Ross Graham           |
| 7  | Macedonia del Nord (bandiera) | C     | Kristijan Trapanovski |
| 8  | Guinea-Bissau (bandiera)      | C     | Panutche Camara       |
| 9  | Australia (bandiera)          | A     | Zachary Sapsford      |
| 11 | Irlanda (bandiera)            | C     | Will Ferry            |
| 14 | Scozia (bandiera)             | C     | Craig Sibbald         |
| 17 | Svezia (bandiera)             | A     | Amar Fatah            |
| 18 | Scozia (bandiera)             | A     | Kai Fotheringham      |
| 19 | Croazia (bandiera)            | A     | Ivan Dolček           |

| N. |                        | Ruolo | Calciatore          |
| -- | ---------------------- | ----- | ------------------- |
| 20 | Bonaire (bandiera)     | A     | Jort van der Sande  |
| 22 | Finlandia (bandiera)   | D     | Dario Naamo         |
| 24 | Ungheria (bandiera)    | D     | Krisztián Keresztes |
| 25 | Galles (bandiera)      | P     | Dave Richards       |
| 26 | Kenya (bandiera)       | C     | Richard Odada       |
| 29 | Scozia (bandiera)      | A     | Miller Thomson      |
| 30 | Scozia (bandiera)      | C     | Lewis O'Donnell     |
| 34 | Scozia (bandiera)      | A     | Owen Stirton        |
| 36 | Inghilterra (bandiera) | A     | Max Watters         |
| 37 | Scozia (bandiera)      | D     | Sam Cleall-Harding  |
| 39 | Scozia (bandiera)      | D     | Scott Constable     |
| 41 | Scozia (bandiera)      | P     | Ruairidh Adams      |
| 70 | Ghana (bandiera)       | C     | Isaac Pappoe        |